# Valambray
Valambray es una comuna nueva francesa situada en el departamento de Calvados, de la región de Normandía.

## Historia
Fue creada el 1 de enero de 2017, en aplicación de una resolución del prefecto de Calvados de 8 de septiembre de 2016 con la unión de las comunas de Airan, Billy, Conteville, Fierville-Bray y Poussy-la-Campagne, pasando a estar el ayuntamiento en la antigua comuna de Airan.

## Demografía
| Gráfica de evolución demográfica de Valambray entre 1800 y 2014 |
|                                                                 |

Los datos entre 1800 y 2013 son el resultado de sumar los parciales de las cinco comunas que forman la nueva comuna de Valambray, cuyos datos se han cogido de 1800 a 1999, para las comunas de Airan, Billy, Conteville, Fierville-Bray y Poussy-la-Campagne de la página francesa EHESS/Cassini. Los demás datos se han cogido de la página del INSEE.

## Composición
| Comuna delegada    | Código INSEE | Población (2013) | Superficie (km²) | Densidad (hab./km²) |
| ------------------ | ------------ | ---------------- | ---------------- | ------------------- |
| Airan              | 14005        | 669              | 13.50            | 50                  |
| Billy              | 14074        | 393              | 6.78             | 58                  |
| Conteville         | 14176        | 95               | 4.14             | 23                  |
| Fierville-Bray     | 14268        | 530              | 12.66            | 42                  |
| Poussy-la-Campagne | 14517        | 101              | 4.08             | 25                  |